# Waverton (Cumbria)
Waverton è un villaggio e parrocchia civile dell'Inghilterra, appartenente alla contea della Cumbria.